# Geschiedenis van San Marino
San Marino is een dwergstaat die volledig wordt omsloten door Italië.

## Ontstaan
San Marino zou in het jaar 301 gesticht zijn door de heilige Marinus, een monnik en steenhouwer die probeerde te ontkomen aan de Christenvervolgingen van keizer Diocletianus. Daarmee zou het de oudste nog bestaande republiek ter wereld zijn. Het piepkleine landje werd door het Frankrijk van Napoleon in 1797 erkend, en op het Congres van Wenen in 1815 door de andere Europese staten.
De metgezel van Marinus stichtte het naburige San Leo dat echter geen zelfstandig bestaan kon behouden.

## San Marino en Italië
Hoewel San Marino een soevereine staat is, is het sterk afhankelijk van Italië, dat het land sinds zijn eenwording in de 19e eeuw volledig omringt. Tot ver in de negentiende eeuw genoot San Marino bescherming van de Kerkelijke Staat. Na de Kerkelijke bescherming werd San Marino onafhankelijker van andere landen en kreeg het binnenlands bestuur, onder leiding van Domenico Fattori (1860-1908) meer macht. Wel moest men veel rekening houden met het Koninkrijk Italië, dat San Marino omgrensde.

## Moderne geschiedenis

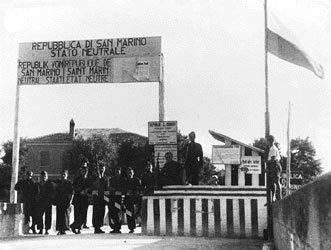
San Marino in de Tweede Wereldoorlog.

In 1848 werd in San Marino als eerste land ter wereld de gratis gezondheidszorg ingevoerd. Een jaar later, in 1849, zocht Garibaldi hier zijn heil na zijn vlucht uit Venetië. Deze gebeurtenis wordt nu nog herdacht met een monument op het Piazza Garibaldi in San Marino Città. In 1897 kwam er, mede dankzij de inzet van Domenico Fattori, een verdrag tot stand tussen San Marino en Italië, dat San Marino al sinds 1862 als onafhankelijk land erkende. Volgens de constitutie van 1925 is San Marino een democratie met een parlementair stelsel. De reeds in 1922 opgerichte Partito Fascista Sammarinese (PFS) kwam in 1930 aan de macht. Zij behield haar positie tot 1944. In 1943 werd San Marino door de Duitsers bezet, ofschoon het land in de Tweede Wereldoorlog neutraal was. In 1944 werd het door de Britten gebombardeerd, maar leed weinig schade. In datzelfde jaar werd het land ook bevrijd.
Tot 1957 werd San Marino geregeerd door coalities van de Partito Comunista Sammarinese (PCS) en de Partito Socialista Sammarinese (PSS). Sindsdien zijn de christendemocraten van de Partito Democratico Cristiano Sammarinese (PDCS) via coalitieregeringen aan de macht. Eerst met de PSS, en van 1978 tot 1992 met de PCS (soms aangevuld met de PSS) en dissidente socialisten. Sinds 1992 regeert de PDCS weer samen met de PSS (soms aangevuld door de PdD, Partito dei Democratici, de voormalige communisten).